# بالگردگاه تاسیوساک (قاشوییتچوپ)
بالگردگاه تاسیوساک (قاشوییتچوپ) (به انگلیسی: Tasiusaq Heliport (Qaasuitsup)) یک فرودگاه همگانی است. این فرودگاه در کشور گرینلند قرار دارد .